# Giovanni d'Aragona (cardinale)
Giovanni d'Aragona (Napoli, 25 giugno 1456 – Roma, 17 ottobre 1485) è stato un cardinale e abate italiano, luogotenente generale del Regno di Napoli in Terra di Lavoro.

## Biografia
Quarto figlio di Ferrante I, re di Napoli, e della sua prima moglie, Isabella di Chiaromonte.
A Giovanni fu imposta la carriera ecclesiale con il compito di rappresentare gli interessi aragonesi presso la corte papale. La sua educazione letteraria e religiosa fu affidata a Pietro Ranzano che in seguito divenne suo confessore e segretario particolare.
Durante la sua breve vita, durata in tutto ventinove anni, accumulò un numero ragguardevole di dignità ecclesiastiche. Giovanni, nel 1465, a sole nove anni era, in Terra di Lavoro, già luogotenente generale del regno di Napoli, quando il padre re Ferrante I gli conferì la commenda dell'abbazia della Santissima Trinità de La Cava; nel 1467 divenne anche commendatario dell'Abbazia di Montevergine.
Nel 1471, le predette commende gli furono riconfermate dal papa Sisto IV che gli affidò, quale protonotario apostolico, anche l'abbazia di Montecassino; nel 1472 divenne affidatario dell'abbazia cistercense di Monte Aragón nella diocesi di Huesca in Spagna.
Nel 1473, a Cassino ricevette il diaconato dalle mani del cardinale Roderic Llançol i de Borja, ed il 10 marzo 1475 ottenne l'abbazia di San Benedetto di Salerno. Ebbe anche in commenda l'abbazia di Mileto, a cui rinunciò agli inizi del 1481.

Il 10 novembre 1477, con dispensa di età, fu nominato amministratore perpetuo della sede arcivescovile di Taranto e gli fu concesso di indossare la porpora, tranne il cappello rosso, come già destinato alla dignità cardinalizia, unico esempio che si ha nella storia della chiesa di tale privilegio. Inoltre, amministrò la sede di Badajoz in Spagna dal 20 gennaio al 14 maggio 1479.
Nel concistoro del 10 dicembre 1477, fu creato da papa Sisto IV cardinale diacono con il titolo di Sant'Adriano al foro. Il 25 gennaio 1478, il cappello cardinalizio gli venne imposto nel duomo di Napoli da Giovanni Paolo Vassallo, vescovo di Aversa e legato pontificio.
Il 19 aprile 1479, fu nominato protonotario apostolico e legato pontificio in Ungheria con l'intento di promuovere una crociata contro i turchi. Partì da Roma il 31 agosto 1479 e fu accolto in Ungheria presso la corte del cognato Mattia Corvino, sposo di sua sorella Beatrice d'Aragona, che gli conferì l'amministrazione dell'arcivescovado di Esztergom.
Il 14 gennaio 1480 divenne cardinale presbitero del titolo di Sant'Adriano.
L'abate Luigi Tosti ricorda come all'iniziativa del cardinale Giovanni si dovette la scoperta dell'esatta ubicazione delle sacre spoglie di san Benedetto e di santa Scolastica e la loro ricollocazione, per fini di conservazione e venerazione nell'Abbazia. La tradizione vuole che allo stesso si debba anche la scoperta, sotto l'altare del Santuario di Montevergine, delle spoglie di San Gennaro, che successivamente furono restituire alla città di Napoli dal cardinale Oliviero Carafa.
Arcivescovo di Salerno dal 1483, dallo stesso anno ebbe il titolo di cardinale di Santa Sabina e, dal 1484, di San Lorenzo in Lucina in commenda.
Agli inizi del 1485, il re Ferrante I, in considerazione delle spese affrontate nella guerra per liberare Otranto dai turchi aveva imposto gravami fiscali al clero del regno di Napoli rifiutandosi di pagare il censo dovuto al papato entrando in conflitto con il papa Innocenzo VIII. Il re Ferrante I, per riappacificarsi con il papa, inviò il proprio figlio, il cardinal Giovanni, a Roma.
Ma il cardinale, non appena giunto a Roma, dove infuriava la peste, fu contagiato dal morbo. Giovanni d'Aragona morì il 17 ottobre 1485 in Roma, dove fu poi sepolto nell'abside dietro l'altare maggiore della Basilica di Santa Sabina.

## Ascendenza
|                           |                               |                                 | Genitori                      |  |  | Nonni |  |  | Bisnonni                |  |  | Trisnonni               |  |
|                           |                               |                                 |                               |  |  |       |  |  | Ferdinando I di Aragona |  |  | Giovanni I di Castiglia |  |
|                           |                               |                                 |                               |  |  |       |  |  | Ferdinando I di Aragona |  |  | Giovanni I di Castiglia |  |
|                           |                               | Eleonora d'Aragona              |                               |  |  |       |  |  | Ferdinando I di Aragona |  |  |                         |  |
| Alfonso V d'Aragona       |                               |                                 |                               |  |  |       |  |  | Ferdinando I di Aragona |  |  |                         |  |
|                           |                               | Eleonora d'Alburquerque         | Sancho Alfonso d'Alburquerque |  |  |       |  |  |                         |  |  |                         |  |
|                           |                               | Eleonora d'Alburquerque         | Sancho Alfonso d'Alburquerque |  |  |       |  |  |                         |  |  |                         |  |
|                           |                               | Eleonora d'Alburquerque         | Beatrice del Portogallo       |  |  |       |  |  |                         |  |  |                         |  |
| Ferdinando I di Napoli    |                               | Eleonora d'Alburquerque         |                               |  |  |       |  |  |                         |  |  |                         |  |
|                           |                               | Enrico Carlino                  | …                             |  |  |       |  |  |                         |  |  |                         |  |
|                           |                               | Enrico Carlino                  | …                             |  |  |       |  |  |                         |  |  |                         |  |
|                           |                               | Enrico Carlino                  | …                             |  |  |       |  |  |                         |  |  |                         |  |
| Gueraldona Carlino        |                               | Enrico Carlino                  |                               |  |  |       |  |  |                         |  |  |                         |  |
|                           |                               | Isabella Carlino                | …                             |  |  |       |  |  |                         |  |  |                         |  |
|                           |                               | Isabella Carlino                | …                             |  |  |       |  |  |                         |  |  |                         |  |
|                           |                               | Isabella Carlino                | …                             |  |  |       |  |  |                         |  |  |                         |  |
| Giovanni d'Aragona        |                               | Isabella Carlino                |                               |  |  |       |  |  |                         |  |  |                         |  |
|                           | Deodato II di Clermont-Lodève | Guglielmo IV di Clermont-Lodève |                               |  |  |       |  |  |                         |  |  |                         |  |
|                           | Deodato II di Clermont-Lodève | Guglielmo IV di Clermont-Lodève |                               |  |  |       |  |  |                         |  |  |                         |  |
|                           | Deodato II di Clermont-Lodève | Guillemette de Nogaret          |                               |  |  |       |  |  |                         |  |  |                         |  |
| Tristano di Chiaromonte   | Deodato II di Clermont-Lodève |                                 |                               |  |  |       |  |  |                         |  |  |                         |  |
|                           |                               | Isabella di Roquefeuil          | Arnaud III de Roquefeuil      |  |  |       |  |  |                         |  |  |                         |  |
|                           |                               | Isabella di Roquefeuil          | Arnaud III de Roquefeuil      |  |  |       |  |  |                         |  |  |                         |  |
|                           |                               | Isabella di Roquefeuil          | Jacquet de Combret            |  |  |       |  |  |                         |  |  |                         |  |
| Isabella di Chiaromonte   |                               | Isabella di Roquefeuil          |                               |  |  |       |  |  |                         |  |  |                         |  |
|                           |                               | Raimondo Orsini del Balzo       | Nicola Orsini                 |  |  |       |  |  |                         |  |  |                         |  |
|                           |                               | Raimondo Orsini del Balzo       | Nicola Orsini                 |  |  |       |  |  |                         |  |  |                         |  |
|                           |                               | Raimondo Orsini del Balzo       | Giovanna di Sabrano           |  |  |       |  |  |                         |  |  |                         |  |
| Caterina Orsini del Balzo |                               | Raimondo Orsini del Balzo       |                               |  |  |       |  |  |                         |  |  |                         |  |
|                           |                               | Maria d'Enghien                 | Giovanni d'Enghien            |  |  |       |  |  |                         |  |  |                         |  |
|                           |                               | Maria d'Enghien                 | Giovanni d'Enghien            |  |  |       |  |  |                         |  |  |                         |  |
|                           |                               | Maria d'Enghien                 | Sancia del Balzo              |  |  |       |  |  |                         |  |  |                         |  |
|                           |                               | Maria d'Enghien                 |                               |  |  |       |  |  |                         |  |  |                         |  |